# Henry Sobel
Henry Isaac Sobel OMC  (Lisboa, 9 de janeiro de 1944 — Miami, 22 de novembro de 2019) foi um rabino luso-americano radicado no Brasil.
Por mais de quarenta anos foi presidente do Rabinato da Congregação Israelita Paulista (CIP), até outubro de 2007, quando afastou-se formalmente.

## Biografia
Filho de judeus asquenazes que fugiram da perseguição nazista na Segunda Guerra Mundial (pai nascido na Bélgica e mãe nascida na Polônia), Sobel nasceu em Lisboa, Portugal. Ainda na primeira infância, sua família se estabeleceu em Nova Iorque, onde formou-se rabino em 1970.

### Rabinato no Brasil
No mesmo ano de sua formatura, Sobel recebeu e aceitou o convite para ser rabino na Congregação Israelita Paulista (CIP) e se radicou no Brasil. Teve ao seu lado, na Congregação, os rabinos Marcelo Rittner e Yehuda Busquila.
Sobel foi um defensor dos direitos humanos no Brasil durante a ditadura militar. Em 1975, na fase mais repressiva do regime, Sobel recusou-se a enterrar o jornalista Vladimir Herzog na ala dos suicidas do cemitério israelita, por rejeitar a versão oficial acerca das circunstâncias da morte. De fato, Herzog havia sido torturado até a morte no DOI-CODI, nas dependências do quartel-general do II Exército.
Enquanto liderou a CIP, Sobel foi um notável porta-voz da comunidade judaica no Brasil e estabeleceu uma ponte entre as religiões cristãs e o judaísmo ao participar de inúmeros cultos e eventos ecumênicos. Sua atuação o levou a ser considerado uma das maiores lideranças religiosas do país.
Apesar de ter morado no Brasil por mais de três décadas, Sobel preservava um característico sotaque norte-americano, sendo por esse motivo objeto de paródias de humoristas.
Em 25 de outubro de 2010 foi agraciado com a Ordem do Ipiranga, grau Grande Oficial, pelo Governo do Estado de São Paulo. Em 15 de maio de 2014 foi promovido ao grau de grã-cruz da mesma ordem.

#### ProjetoBrasil: Nunca Mais
Junto ao arcebispo de São Paulo, Dom Paulo Evaristo Arns, e ao pastor presbiteriano Jaime Wright, participou de maneira destacada no projeto secreto de reunir toda a documentação da ditadura militar brasileira, que resultou  na publicação, em 1985, do livro Brasil: Nunca Mais – um marco na história dos direitos humanos no país. O livro expõe a tortura e os torturadores com base em farta documentação.

## Polêmica

### Prisão nos Estados Unidos
Em 23 de março de 2007, Sobel foi detido na cidade de Palm Beach, nos Estados Unidos, acusado de furtar gravatas de uma loja da rede Louis Vuitton. Após passar uma noite sob custódia, pagou fiança de 3,680 dólares e foi liberado. De acordo com o boletim de ocorrência, Sobel foi flagrado por câmeras de segurança da loja cometendo o crime. Em seu carro, a polícia encontrou outras quatro gravatas das marcas Louis Vuitton, Giorgio's, Gucci e Giorgio Armani. As cinco gravatas juntas tinham o valor estimado de 680 dólares.
Henry Sobel negou ter a intenção de praticar furtos e fez um apelo para que não fossem desqualificados seus "valores morais". Ao chegar ao Brasil foi internado devido a transtorno de humor, no Hospital Albert Einstein. Em entrevista coletiva na sala de imprensa do hospital, o rabino pediu "desculpas a todos pelo transtorno", admitiu ter cometido o delito e revelou fazer uso de medicamentos psiquiátricos por conta própria. Pediu afastamento temporário da Congregação Israelita Paulista (CIP), no primeiro semestre. Em outubro deixou definitivamente de ser presidente do Rabinato para se tornar rabino emérito, desligando-se da maior parte de suas tarefas como rabino na Congregação Israelita Paulista.

## Biografia
Em março de 2008, Sobel lançou uma autobiografia com o título Um Homem, Um Rabino, onde retrata passagens de sua vida, incluindo o furto das gravatas. O livro tem prefácio do ex-presidente Fernando Henrique Cardoso.
Em 2022 foi lançada a biografia intitulada Henry Sobel, um rabino do Brasil, escrita pelo jornalista e sociólogo Jayme Brener.
Também em 2022 ocorreu o lançamento do documentário O Rabino na Catedral, que tem cerca de 25 minutos e retrata a vida de Henry Sobel.

## Vida pessoal
Henry Sobel era divorciado e teve uma filha, Alisha Sobel (Szuster), nascida em 1983, em São Paulo.

## Morte
Sobel morreu aos 75 anos, no dia 22 de novembro de 2019, em Miami, nos Estados Unidos, em decorrência de um câncer de pulmão.